# Trout Lake (Washington)
Trout Lake az Amerikai Egyesült Államok északnyugati részén, Washington állam Klickitat megyéjében elhelyezkedő statisztikai település. A 2010. évi népszámlálási adatok alapján 557 lakosa van.

## Éghajlat
| Hónap                         | Jan.  | Feb.  | Már.  | Ápr.  | Máj. | Jún. | Júl. | Aug. | Szep. | Okt.  | Nov.  | Dec.  | Év    |
| ----------------------------- | ----- | ----- | ----- | ----- | ---- | ---- | ---- | ---- | ----- | ----- | ----- | ----- | ----- |
| Rekord max. hőmérséklet (°C)  | 17,2  | 17,8  | 26,1  | 32,8  | 35,6 | 39,4 | 42,2 | 42,2 | 36,7  | 31,7  | 21,1  | 17,2  | 42,2  |
| Átlagos max. hőmérséklet (°C) | 3,3   | 6,1   | 10,0  | 15,0  | 19,4 | 23,3 | 28,3 | 28,3 | 23,9  | 15,6  | 7,2   | 2,2   | 15,3  |
| Átlagos min. hőmérséklet (°C) | −3,9  | −3,3  | −1,7  | 0,6   | 3,9  | 6,7  | 9,4  | 8,9  | 5,0   | 1,1   | −1,1  | −4,4  | 1,8   |
| Rekord min. hőmérséklet (°C)  | −32,2 | −31,1 | −21,7 | −10,6 | −7,8 | −2,8 | −2,2 | −8,9 | −18,0 | −13,9 | −25,6 | −28,9 | −32,2 |
| Átl. csapadékmennyiség (mm)   | 187   | 135   | 140   | 62    | 42   | 32   | 11   | 17   | 28    | 99    | 198   | 219   | 1170  |
| Forrás: The Weather Channel   |       |       |       |       |      |      |      |      |       |       |       |       |       |